# Troy de Haas

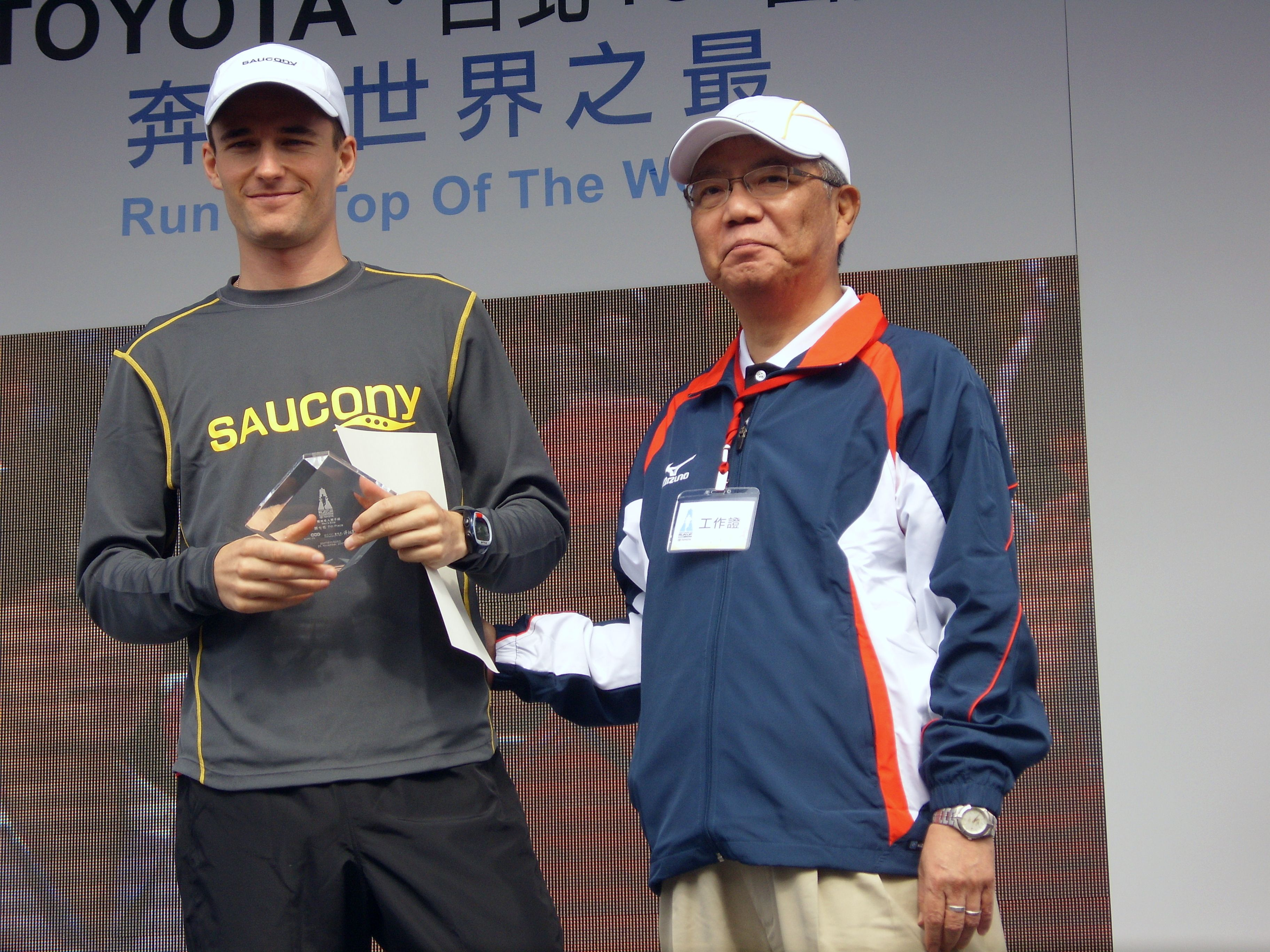
Troy de Haas (links) 2007 beim Taipei101RunUp.

Troy de Haas (* 15. Juni 1979) ist ein australischer Orientierungsläufer. 
De Haas wurde 1999 Dritter auf der Langdistanz bei den Junioren-Weltmeisterschaften. Im selben Jahr hatte der Australier auch seinen ersten Weltmeisterschaftseinsatz in Schottland. Er belegte auf der Mitteldistanz den 45. Platz. In den nächsten Jahren konnte er seine Leistungen stetig verbessern. Bei den Weltmeisterschaften 2005 in Japan kam auf den siebten Platz im Sprint. 
2001 gewann er mit dem finnischen Verein Turun Suunnistajat die Jukola-Staffel. Damit war er der erste Nicht-Europäer, der bei dem traditionsreichen Staffellauf in Finnland gewann. Später wechselte er zu den Vereinen Turun Metsänkävijät und Rasti-Kurikka.
Troy de Haas startet auch bei Treppenläufen.

## Platzierungen
| Weltmeisterschaften | Sprint | Mittel | Lang | Staffel |
| ------------------- | ------ | ------ | ---- | ------- |
| 1999 Inverness      |        | 45.    |      |         |
| 2001 Tampere        |        | 38.    | 20.  | 6.      |
| 2003 Rapperswil     | 17.    | 36.    |      | 9.      |
| 2004 Västerås       | 14.    | nq     |      |         |
| 2005 Aichi          | 7.     |        | nq   | 15.     |
| 2006 Aarhus         | nq     |        |      | 20.     |
| 2007 Kiew           | nq     | nq     |      | 13.     |

| Junioren-WM       | Sprint | Mittel | Lang | Staffel |
| ----------------- | ------ | ------ | ---- | ------- |
| 1996 Govora       |        | 49.    |      | 9.      |
| 1997 Leopoldsburg |        | 9.     | 115. | 20.     |
| 1998 Reims        |        | 55.    | 27.  | 19.     |
| 1999 Warna        |        | 10.    | 3.   | 9.      |

| World Games   | Sprint | Mittel | Staffel |
| ------------- | ------ | ------ | ------- |
| 2005 Duisburg |        | 23.    | 13.     |

| Gesamt-Weltcup | Gesamt-Weltcup |
| -------------- | -------------- |
| 2000           | 42.            |
| 2002           | 36.            |
| 2004           | 81.            |
| 2005           | 66.            |
| 2007           | 104.           |